# Португальська імперія
Португальська імперія (порт. Império Português locally [ĩˈpɛ.ɾju puɾ.tuˈɣeʃ]) також відома як Португальське Замор'я (Ultramar Português) або Португальська колоніальна імперія (порт. Império Colonial Português) — сукупність заморських територій, які перебували в колоніальній залежності від метрополії в Португалії в XV—XX століттях.

## Витоки
Передумовою утворення імперії послужила обмеженість Португалії з усіх боків більш потужними іспанськими королівствами і неможливість через це сухопутного територіального розширення вглиб Європи. Великі географічні відкриття кінця XV століття, активна діяльність португальської аристократії і торгових еліт привели до створення найбільшої морської імперії кількох наступних століть.

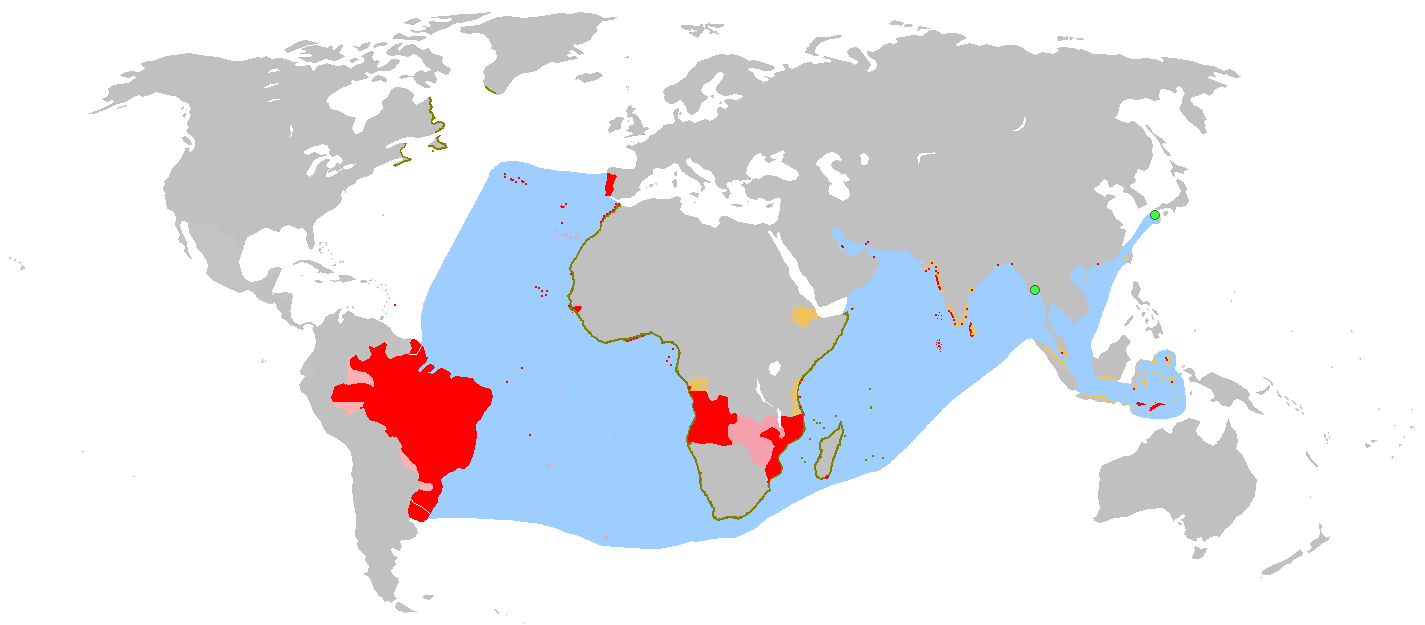
Португальська колоніальна імперія (1415—1975).
Португалія та її володіння
територіальні претензії
основні морські шляхи, зона проникнення
сфера впливу, зони активної торгівлі
торгові пости, найбільш важливі факторії
досліджені, але не освоєні терени

Португальський принц Енріке Мореплавець часто визнається засновником Португальської імперії. Під його керівництвом і завдяки здійсненому ним фінансуванню, португальські мореплавці стали відкривати нові землі в прагненні отримати доступ до товарів екваторіальної Африки (золота, рабів, слонової кістки і т.ін) в обхід арабських посередників.

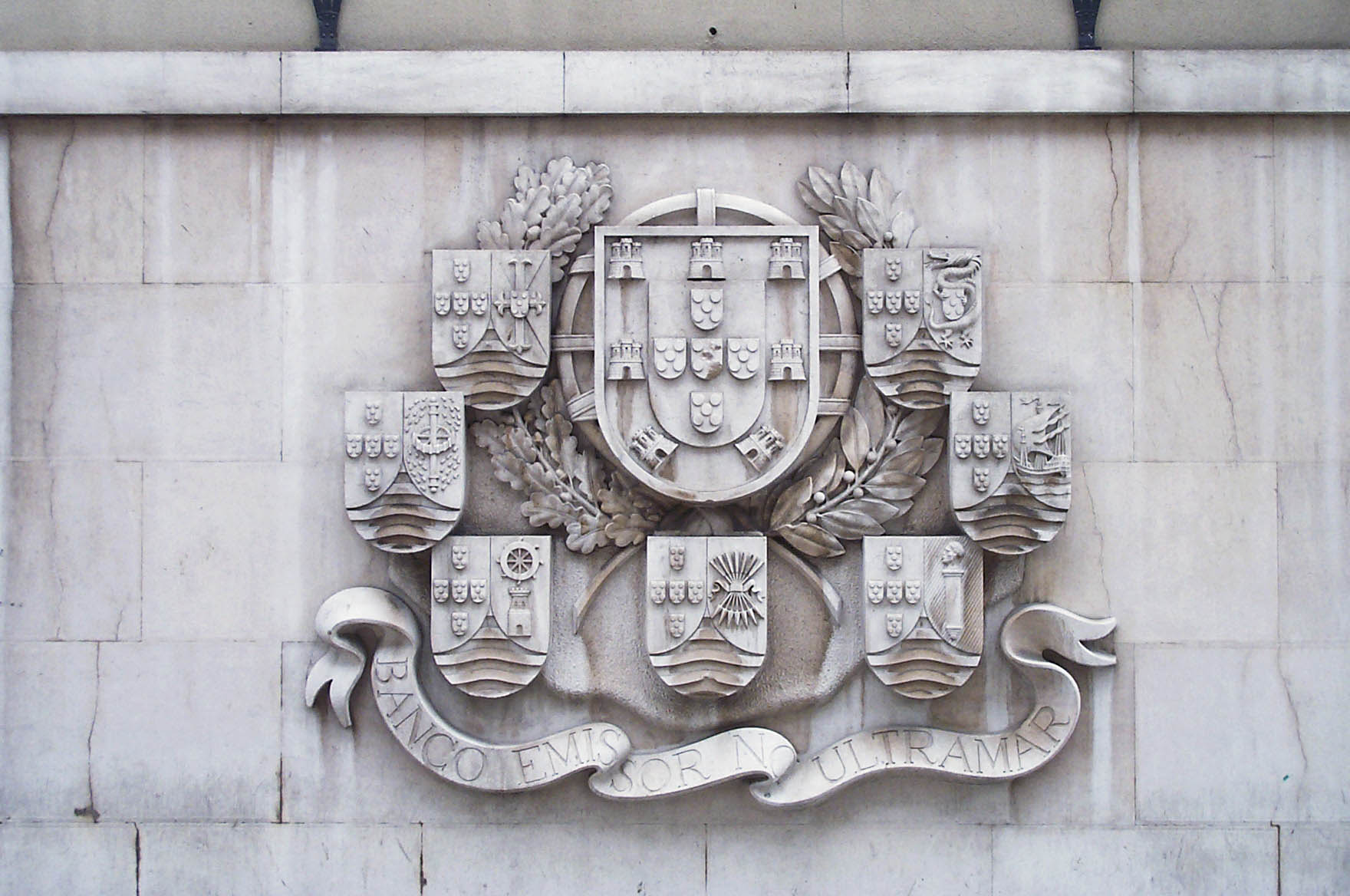
Герб Португалії в оточенні гербів колоній, які залишилися до середини XX століття, на будівлі Португальського заморського банку (Banco Emissor no Ultramar)

Інтерес принца Енріке Мореплавця до географічних досліджень, поєднаний з розвитком технологій в мореплаванні, прагненням португальських купців отримати прямий доступ до товарів країн Сходу і необхідністю відкриття нових торгових шляхів разом призвели до португальської експансії і епохи Великих географічних відкриттів.
Після завоювання Сеути в 1415 році, принц Енріке почав відправляти морські експедиції на південь уздовж західного узбережжя Африки. Перші плавання не принесли казні доходу, проте після 1441 року кораблі, що повертались з нововідкритих берегів Західної Африки до Португалії почали привозити золото, рабів та інші цінні товари і, таким чином, інтерес до подальших плавань зростав все сильніше. Одна за одною йшли експедиції Жила Іаніша (пройдено мис Буджур), Афонсу Балдайі (перетнуто Тропік Ракуа), Нуну Тріштана (відкрито Білий мис і досягнуто гирла річки Сенегал), Дініша Діаша (відкрито Зелений мис), Альвізе Кадамосто (досліджено річку Гамбія, відкрито річку Гебу і острови Кабо Верде) та інших видатних мореплавців, які просувалися на південь все далі й далі.
Однак на момент смерті Енріке Мореплавця в 1460 році португальці не перетнули навіть екватора, досягнувши на той час лише узбережжя Сьєрра-Леоне і відкривши ряд островів в Атлантичному океані, в тому числі острова Зеленого мису і Біжагош. Після цього експедиції на якийсь час припинилися, проте незабаром були відновлені знову — завдяки приватній ініціативі Фернана Гоміша да Міни. Незабаром були досягнуті Ельміна, острови Сан-Томе і Принсіпі, пройдений екватор, а в 1482—1486 Діогу Кан дослідив великий відрізок африканського берега на південь від екватора аж до узбережжя сучасної Намібії. Разом з тим тривала експансія в Марокко, а на гвінейському узбережжі португальці активно розбудовували фортеці і торгові факторії.
У 1487 році Жуан II по суші направив двох розвідників — Перу да Ковіляна і Афонсу де Пайва, на пошуки королівства пресвітера Іоанна і «країни прянощів». Ковіляну вдалося досягти Індії, проте на зворотному шляху, дізнавшись про те, що його супутник загинув в Ефіопії, він попрямував туди і був затриманий там за наказом імператора. Однак Ковілян зумів передати на батьківщину звіт про свою подорож, в якому підтвердив, що цілком реально досягти Індії по морю, обігнувши Африку.

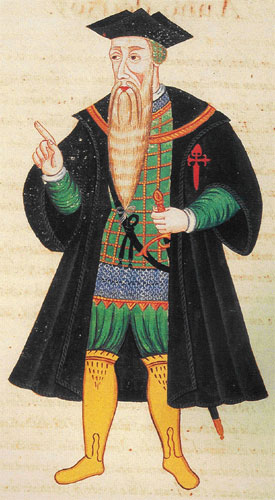
Афонсу д'Албукерки — архітектор Португальської колоніальної імперії

Майже в той же час Бартоломеу Діаш відкрив мис Доброї Надії, обігнув Африку і вийшов в Індійський океан, остаточно довівши тим самим, що Африка не простягається до самого полюса, як вважали стародавні вчені. Однак матроси флотилії Діаша відмовилися плисти далі, через що мореплавець не зумів досягти Індії і змушений був повернутися до Португалії.
Нарешті, в 1497—1499 році флотилія з чотирьох кораблів на чолі з Васко да Гама, обігнувши Африку відкрила морський шлях до Індії і повернулася додому з вантажем прянощів. Завдання, поставлене більше вісімдесяти років тому інфантом Енріке, було виконано.

## Створення імперії
В 1500 році Педру Алваріш Кабрал на шляху в Індію сильно відхилився на захід і відкрив Бразилію, заявивши на неї португальські претензії. Жуан да Нова відкрив острова Вознесіння і Святої Єлени, а Тріштан да Кунья став першовідкривачем архіпелагу, названого його ім'ям. На східноафриканському узбережжі Суахілі дрібні прибережні мусульманські князівства були ліквідовані або стали васальними союзниками Португалії.
Стрімко просувалося освоєння Індійського океану: один з кораблів Кабрала в 1501 році відкрив Мадагаскар, Маврикій був відкритий в 1507 році, далі шляхи португальців пролягли в Аравійське море і Перську затоку. Сокотра була зайнята в 1507 році, в цьомуж році Афонсу ді Албукеркі завоював Ормуз, а Лоуренсу ді Алмейда відвідав Цейлон.
Король Португалії Мануел I в 1505 році заснував титул віце-короля Індії для управління колоніями в Азії та Східній Африці. Першим віце-королем Португальської Індії став Франсішку де Алмейда.
Місцеві володарі звернулися за допомогою до єгипетського султана Кансуха, який і сам був незадоволений появою європейців на сході. Проте у вирішальній битві з об'єднаним флотом мусульманських правителів біля Діу португальці здобули блискучу перемогу. Відтоді переможці майже неподільно панували на морських торгівельних шляхах, що з'єднували Індію з Африкою і Аравією. Португальський король мріяв про завоювання Єгипту і «повернення» Святої Землі, але для війни на суходолі сил у нього не було. Тому португальці зазвичай захоплювали лише окремі міста або ж острови біля узбережжя, які за кілька років перетворювали на потужні фортеці.
У континентальній Азії перші торгові пости були засновані Кабралом в Кочині і Калікуті (1501), Афонсу де Албукеркі завоював Гоа (1510) і Малакку (1511), Мартін Афонсу ді Соуза захопив Діу (1535). В 1513 році Жоржі Алваріш досягнув Китаю, а Жайме, герцог Браганський захопив Аземмур в Марокко. В 1517 році перший португальський королівський посол до Китаю Томе Піріш відвідав Кантон і встановив торговельні відносини з Китаєм, де в 1557 році португальцям було дозволено окупувати Макао, в 1542 році трьома португальськими купцями випадково був відкритий морський шлях до Японії. У 1575 році Паулу Діаш де Новаїш почав колонізацію Анголи. У розквіті своєї могутності Португальська Імперія мала форпости в Західній Африці, Індії, Південно-Східній Азії.

## Іберійська унія
В 1580 році внаслідок Іберійської унії Португалія об'єднується з сусідньою Іспанією під владою єдиної монархії. В 1640 році країна повернула собі незалежність. На 60 років португало-іспанської унії доводиться максимально інтенсивна боротьба Португалії з новою динамічною морською державою, Нідерландами, за колонії в Азії, Африці та Латинській Америці. У цій боротьбі португальці не мали колишньої державної підтримки. Іспанські монархи були зосереджені на захисті і розширенні, в першу чергу, іспанських колоній.
В кінці XVI століття португальці за інерцією продовжували проникати все глибше всередину Азії. Координовані з Гоа експедиції зуміли поширити вплив Португалії в Південній і Південно-Східній Азії; авантюристи, такі як Філіпе де Бріту-е-Нікот, який захопив владу в Нижній Бірмі, і офіційні особи, такі як Костянтину де Браганса, який розраховував підкорити Джаффну, але в результаті зайняв лише острів Маннар, були активними провідниками португальського колоніалізму.
Принц Моріц, діючи в інтересах Голландської Вест-Індійської компанії, завдав португальцям ряд принизливих поразок. В результаті в Бразилії утворилася обширна смуга голландських володінь. Португальцями були також втрачені острів Сан-Томе, фортеця Сан-Жоржи-да-Міна на Золотому березі і місто Луанда.
Хоча після розірвання унії і відновлення національної державності до 1654 року Португалія відновила свою владу над Бразилією і Луандою, однак поступальна експансія в Південно-Східній Азії була голландцями зірвана. Так, з усієї Індонезії в руках португальців залишився лише Східний Тимор, і це було закріплено Лісабонським договором 1859 року.

## Розпад імперії

«Рожева мапа»

До XIX століття Португалія втрачає велику частину свого багатства і могутності. Наполеонівські війни побічно спричинили втрату Бразилії, економічний занепад, ліквідацію монархії та ін. Призвели до припинення експансіонізму і поступової втрати колоній. До того ж, пропонований Португалією проект створення «мосту» суцільних колоніальних володінь Португалії з метою консолідації Анголи і Мозамбіку («Рожева мапа») провалився через протидію Великої Британії на Берлінській конференції колоніальних держав і британського ультиматуму 1890 року. До початку-середині XX століття під владою Португалії залишалися лише Ангола, Мозамбік, Гвінея-Бісау, Португальська Індія (Гоа, Діу і Даман), Сан-Томе і Принсіпі, Макао, Острови Зеленого Мису (Кабо-Верде) і Східний Тимор.
Тим не менш, існування в Португалії режиму диктаторів Салазара і Каєтану перешкоджало процесам деколонізації, яка охопила володіння інших європейських імперій. На діяльність в португальських колоніях лівих повстанських рухів, що прагнуть до незалежності (МПЛА в Анголі, ФРЕЛІМО в Мозамбіку, ФРЕТІЛІН в Східному Тиморі, ПАІГК в Гвінеї-Бісау та Кабо-Верде) центральна влада в Лісабоні відповідала терором та операціями урядових військ. Португальська колоніальна імперія перестала існувати тільки в 1975 році внаслідок встановлення в метрополії демократії.
В 1999 році відбулася офіційна церемонія передачі португальського володіння Макао (Аоминь) Китайській Народній Республіці. У тому ж році ООН формально була визнана втрата останньої колонії — Східного Тимору, незалежність якого була надана ще після Революції гвоздик, але була зірвана індонезійської окупацією. Нині єдиними заморськими територіями Португалії є на правах автономних регіонів Мадейра і Азорські острови.

## Перелік колоній

### Америка
- Артиґас, Ривера і Сальто (1680-1824)
- Барбадос (1536-1662)
- Бразилія (1500-1822)
- Гаяна (1809-1817)
- Колонія-дель-Сакраменто (1680-1777)
- Сім східних місій (1750-1808)
- Уругвай (1680-1777) і (1815-1824)

### Азія
| - Бомбей (1535-1739) - Гоа (Португальська Індія) (1510-1961 «де-факто» — 1974 «де-юре») - Дадра і Нагар-Хавелі (Португальська Індія) (1779-1954) - Даман (Португальська Індія) (1559-1961 «де-факто» — 1974 «де-юре») - Діу (Португальська Індія) (1535-1961 «де-факто» — 1974 «де-юре») - Кананор (1502-1663) - Коллам(1502-1661) - Кочин (1500-1663) - Лакшадвіп(1498-1545) - Макао (1553-1999) - Макасар (1648-1856) - Малакка (1511-1641) - Мальдіви (1558-1573) | - Молуккські острови (1522-1605) - Нагапаттінам (1507-1657) - Нагасакі (1571-1639) - Нінбо (1533-1545) - Салсете (1534-1737) - Сокотра (1506-1511) - Східний Тимор (1642-1975-2002) - Танеґашіма (1542-1639) - Тутикорін (1548-1658) - Цейлон (1597-1658) - Чинсура (1579-1632) - Читтагонг (1528-1666) |

### Перська затока
- Бахрейн (1521-1602)
- Бендер-Аббас (1506-1615)
- Оман (1500-1650)
- Ормуз (1515-1622)

### Африканські колонії
- Ангола (Португальська Західна Африка) (1575-1975)
- Арґен (1455-1633)
- Біоко і Аннабон (1474-1778)
- Гана (1482—1642)
- Гвінея-Бісау (Португальська Гвінея) (1640-1974)
- Занзібар (1503-1698)
- Зігіншор (1645-1888)
- Кабо-Верде (1462-1975)
- Момбаса (1638-1729)
- Мозамбік (Португальська Східна Африка) (1498-1975)
- Сан-Томе і Принсіпі (1470-1975)

### Африканські протекторати
- Віда (1615-1961)
- Ефіопія (1540-1632)
- Кабінда (1883-1975)
- Кілва-Кісівані (1505-1512)
- Королівство Конго (1500-1914)
- Малінді (1500-1630)
- Момбаса (1593-1638)
- Танганьїка (1500-1630)

### Північна Африка
- Санта-Крус-ду-Кап-де-Агер (1505-1541)
- Аґуз (1506-1525)
- Алказарсагір (1458-1550)
- Асіла (1471-1589)
- Аземмур (1513-1541)
- Ес-Сувейра (1506-1525)
- Мазарґан(1485-1769)
- Сафі (1488-1541)
- Сеута (1415-1668)
- Танжер (1471-1662)

### Атлантичні архіпелаги
- Азорські острови (1420 — автономний регіон Португалії)
- Канарські острови (1336–1345 і 1448–1459)
- Мадейра (1419 — автономний регіон Португалії)
- Тристан-да-Кунья (1506–1767)